# Neal Stephenson
Neal Stephenson, född 31 oktober 1959 i Fort Meade, Maryland, är en amerikansk science fiction-författare, mest känd i genren cyberpunk eller postcyberpunk med en benägenhet att ge sig in i utforskningar om matematik, valutor och vetenskapens historia. Han skriver också facklitterära artiklar om teknologi i tidningar som Wired magazine och jobbar på deltid som rådgivare åt Blue Origin, ett företag (grundat av Jeff Bezos) som utvecklar ett "manned suborbital launch system" .
Han skrev tidigare romaner som Zodiac ("an eco-thriller") men blev känd i början av 1990-talet med Snow Crash (1992) som blandar memetik, datorvirus och andra high-tech-teman med Sumerisk mytologi. Han har skrivit i snitt en roman vart fjärde år: The Diamond Age: or A Young Lady's Illustrated Primer (1995) som handlar om en framtid med mycket nanoteknologi; Cryptonomicon (1999) som handlar om datalogi och kodknäckande från kodknäckare under andra världskriget till modern tid och ett försök att sätta upp ett "data haven"; och The Baroque Cycle, ett verk på tre volymer som består av Quicksilver (2003), The Confusion (2004) och The System of the World (2004), som tillsammans bildar en väldigt lång historisk romancykel som i vissa avseenden är en föregångare till Cryptonomicon.
I och med publiceringen av Quicksilver 2003 öppnade Stephenson The Metaweb, en numera nedlagd wiki tillägnad kommentarer på idéerna och den historiska perioden som utforskas i boken.

## Stil
Stephenson använder sig, åtminstone i sina tidigare romaner, av popkultur-influerade metaforer och bildspråk och kvick, hipp dialog, samt längre narrativa monologer. Tonen i hans böcker är generellt sett mindre vördnadsfull och mindre allvarlig än i tidigare cyberpunk-romaner, särskilt de av William Gibson. Han skriver vanligtvis sina böcker i presens.
Stephensons böcker tenderar att ha genomtänkt utarbetade och påhittiga historier inspirerade av många samtida teknologiska och sociologiska idéer, något som skiljer honom från andra mainstream-science fiction-författare som brukar fokusera på ett fåtal teknologiska eller sociala förändringar isolerade från andra. Denna förkärlek för komplexitet och detalj tyder på en barock författare. Hans bok The Diamond Age har "neo-viktorianska" karaktärer och använder sig av litterära metaforer i stil med de från den Viktorianska eran. Böckerna har i takt med att hans kändisskap ökat blivit allt längre.
En karakteristisk aspekt hos hans böcker är "the breakdown in events", en acceleration i storyutvecklingen, som vanligtvis inträffar ungefär tre fjärdedelar in i boken, ackompanjerad av ökat våld och allmän förvirring bland figurerna (och ofta även läsarna), samt abrupta slut utan riktiga sammanfattningar. Detta mönster gäller för alla Stephensons böcker. Ett möjligt undantag är Quicksilver, men regeln gäller fortfarande om man betraktar The Baroque Cycle som ett enda verk.

## Bibliografi

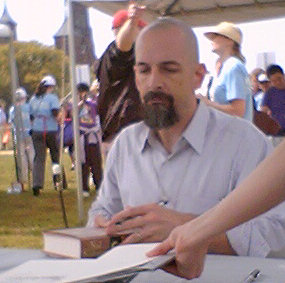
Neal Stephenson vid boksignering 2004.

### Skönlitteratur
- The Big U (1984)
- Zodiac (1988), på svenska 1991
- Snow Crash (1992)
- Interface (1994) som Stephen Bury med J. Frederick George
- Novell: Spew (1994)
- Novell: The Great Simoleon Caper (1995)
- The Diamond Age: or A Young Lady's Illustrated Primer (1995)
- The Cobweb (1996) som Stephen Bury med J. Frederick George
- Novell: Jipi and the paranoid chip (1997)
- Cryptonomicon (1999) (webbplats)
- Quicksilver (2003), volym 1 av The Baroque Cycle
- The Confusion (2004), volym 2 av The Baroque Cycle
- The System of the World (2004), volym 3 av The Baroque Cycle
- Anathem (2008)
- Reamde (2011)
- Seveneves (2015)
- The Rise and Fall of D.O.D.O. (2017) med Nicole Galland
- Fall; or, Dodge in Hell (2019)
- New Found Land: The Long Haul (2021 med Austin Grossman och Sean Stewart. Ljudbok.
- Termination Shock ( 2021)
- Polostan (2024)

Enbart Zodiac är i skrivande stund (2015) översatt till svenska. Några romaner finns översatta till bland annat danska, norska och spanska.

### Facklitteratur
- Smiley's people (1993)
- In the Kingdom of Mao Bell (1994) "A billion Chinese are using new technology to create the fastest growing economy on the planet. But while the information wants to be free, do they?"
- Mother Earth Mother Board – IN WHICH the Hacker Tourist ventures forth across the wide and wondrous meatspace of three continents, acquainting himself with the customs and dialects of the exotic manhole villagers of Thailand, the U-turn tunnelers of the Nile Delta, the cable nomads of Lan Tao Island, the slack control wizards of Chelmsford, the subterranean ex-telegraphers of Cornwall, and other previously unknown and unchronicled folk; also, biographical sketches of the two long-dead supreme ninja hacker mage lords of global telecommunications, and other material pertaining to the business and technology of undersea fiber-optic cables, as well as an account of the laying of the longest wire on Earth, which should not be without interest to the readers of Wired. Wired 4.12 (December 1996), pp.97–160. (Hela texten, från Wired.com)
- Global Neighborhood Watch (1998) "Stopping street crime in the global village."
- In the Beginning...was the Command Line (1999) (webbplats)